# Immunadsorption
Die Immunadsorption (Abkürzungen: IMAD, IAD, IA) ist ein extrakorporales Therapieverfahren zur therapeutischen Entfernung von Autoantikörpern und Immunkomplexen bei Autoimmunerkrankungen oder antikörpervermittelten Transplantatabstoßungen.

## Prinzip
Zur Entfernung der pathogenen Substanzen wird aus einem kontinuierlichen Blutkreislauf Plasma abgetrennt und über einen Adsorber geleitet. Im Adsorber kommen Stoffe zum Einsatz, welche eine hohe Bindungseigenschaft zu Antikörpern aufweisen. Das von Autoantikörpern und Immunkomplexen gereinigte Plasma wird dem Patienten wieder zurückgeführt. Dies ist ein wesentlicher Unterschied zur herkömmlichen therapeutischen Plasmapherese (Plasmaaustausch), bei der das Plasma verworfen und durch eine Ersatzlösung (z. B. Humanalbumin oder Fresh Frozen Plasma) ersetzt wird. Bei der therapeutischen Plasmapherese ist das Austausch-, Behandlungsvolumen begrenzt. Bei der Immunadsorption können zum Vergleich deutlich höhere Plasmavolumina behandelt werden.

## Indikationen
Die Immunadsorption kann u. a. bei folgenden Indikationen eine Ergänzung bzw. Alternative zu herkömmlichen Therapiemethoden sein:
- Hemmkörperhämophilie gegen Faktor VIII oder IX[1]
- Thrombotisch-thrombozytopenische Purpura[2]
- HLA-Hyperimmunisierung[3]
- Dilatative Kardiomyopathie[4][5]
- Akute humorale Abstoßungsreaktion[6]
- Guillain-Barré-Syndrom (GBS)[7][8][9]
- Chronisch inflammatorische demyelinisierende Polyradikuloneuropathie (CIDP)[10][11]
- Myasthenische Krise[12], steroidrefraktäre Myasthenia gravis[13]
- Multiple Sklerose, als Eskalationstherapie des steroidrefraktären Schubsymptoms[14][15]
- Rheumatoide Arthritis[16][17]
- Systemischer Lupus erythematodes (SLE)[18][19]
- Pemphigus vulgaris[20][21]
- Durch Autoantikörper hervorgerufenen Gefäßentzündungen (Vaskulitiden) wie die Granulomatose mit Polyangiitis oder das Goodpasture-Syndrom[22]

Bei der fokal-segmentalen Glomerulosklerose hat die Immunadsorption keine praktische therapeutische Bedeutung erlangt.

## Komplikationen
Als seltene, aber schwere Komplikation dieser Behandlungsform sind Gefäßentzündungen beschrieben worden, die selbst wiederum zu einer akuten Glomerulonephritis führten.